# Distrito electoral federal 12 de Jalisco
El Distrito electoral federal 12 de Jalisco es uno de los 300 distritos electorales en los que se encuentra dividido el territorio de México para la elección de diputados federales y uno de los veinte en los que se divide el estado de Jalisco. Su cabecera es la población de Santa Cruz de las Flores.
El distrito 12 de Jalisco se encuentra en el sur de la Zona metropolitana de Guadalajara. Desde el proceso de distritación de 2017 lo conforma de forma íntegra el municipio de Tlajomulco de Zúñiga.

## Diputados por el distrito
- XLIX Legislatura
  - (1973 - 1976): Francisco Márquez Hernández
- L Legislatura
  - (1976 - 1979): Rafael González Pimienta
- LI Legislatura
  - (1979 - 1982): Luis R. Casillas Rodríguez
- LII Legislatura
  - (1982 - 1985): Aide Villalobos Rivera
- LIII Legislatura
  - (1985 - 1988): Mauricio Suárez López
- LIV Legislatura
  - (1988 - 1991): Ramiro Hernández García
- LV Legislatura
  - (1991 - 1994): Rafael Gozález Pimienta
- LVI Legislatura
  - (1994 - 1997): Rodolfo González Macías
- LVII Legislatura
  - (1997 - 2000): Gustavo Espinosa Plata
- LVIII Legislatura
  - (2000 - 2003): Miguel Ángel Martínez Cruz
- LIX Legislatura
  - (2003 - 2006): Sergio Vázquez García
- LX Legislatura
  - (2006 - 2009): Mario Moreno Álvarez
- LXI Legislatura
  - (2009 - 2012): Joel González Díaz
- LXII Legislatura
  - (2012 - 2015):  Celia Isabel Gauna Ruiz de León
- LXIII Legislatura
  - (2015 - 2018): Salvador Zamora Zamora
- LXIV Legislatura
  - (2018 - 2021): Adriana Medina Ortiz
- LXV Legislatura
  - (2021 - 2024): María Asención Álvarez Solís